# Onchidella flavescens
Onchidella flavescens es una especie de molusco gasterópodo de la familia Onchidiidae.

## Distribución geográfica
Se encuentra  en Nueva Zelanda.